# 16 Lyrae
16 Lyrae, som är stjärnans Flamsteed-beteckning är en dubbelstjärna i den norra delen av stjärnbilden Lyran. Den har en högsta kombinerad skenbar magnitud på ca 5,00 och är svagt synlig för blotta ögat där ljusföroreningar ej förekommer. Baserat på parallax enligt Gaia Data Release 2 på ca 25,9 mas, beräknas den befinna sig på ett avstånd på ca 126 ljusår (ca 39 parsek) från solen. Den rör sig bort från solen med en heliocentrisk radialhastighet av ca 5 km/s. Den misstänks ingå i Ursa Major Moving Group.

## Egenskaper
Primärstjärnan 16 Lyrae A är en blå till vit underjättestjärna av spektralklass A6 IV, medan  Cowley et al. (1969) ansatte spektralklass A7 V för den synliga komponenten. Den har en massa som är ca 1,8 solmassor, en radie som är ca 1,9 solradier och utsänder ca 12 gånger mera energi än solen från dess fotosfär vid en effektiv temperatur på ca 7 900 K.
16 Lyrae är en misstänkt astrometrisk dubbelstjärna som varierar i visuell magnitud mellan +5,00 och 5,09 men har inte klassificerats till någon särskilt variabeltyp. Konstellationen är källa till röntgenstrålning med en styrka av 105,3 × 1020 W, som troligen kommer från den osynliga följeslagaren.